# Phyllosheila wigleyi
Phyllosheila wigleyi är en ringmaskart som beskrevs av Pettibone 1961. Phyllosheila wigleyi ingår i släktet Phyllosheila och familjen Polynoidae. Inga underarter finns listade i Catalogue of Life.